# 新宁县人民政府
26°26′21″N 110°51′49″E / 26.43905°N 110.863717°E
新宁县人民政府（简称新宁县政府）是中华人民共和国湖南省邵阳市新宁县的行政管理机关。现任县长是彭洪兵，2021年6月上任。

## 沿革
1949年10月10日，中国人民解放军攻下新宁县县城。

### 反腐败工作
2016年11月9日，陈优秀涉嫌严重违纪接受组织调查，2017年1月24日遭到逮捕，2月20日遭到开除党籍开除公职（双开）处分，其违规收受礼品礼金共计215万元。

## 历任县长
| 姓名   | 就任日期  | 卸任日期  | 备注  |
| ------ | --------- | --------- | ----- |
| 陈优秀 | 2002年6月 | 2006年3月 | [ 2 ] |
| 李小坚 | 2006年4月 | 2013年4月 | [ 3 ] |
| 谭精益 | 2013年8月 | 2021年4月 | [ 4 ] |
| 彭洪兵 | 2021年6月 |           | [ 5 ] |